# Deltoclita
Genre
Synonymes
- Charis Keyserling, 1880 nec Hübner, 1816

Deltoclita est un genre d'araignées aranéomorphes de la famille des Thomisidae.

## Distribution
Les espèces de ce genre se rencontrent au Brésil et au Pérou.

## Liste des espèces
Selon World Spider Catalog (version 18.0, 04/02/2017) :
- Deltoclita bioculata Mello-Leitão, 1929
- Deltoclita rubra Mello-Leitão, 1943
- Deltoclita rubripes (Keyserling, 1880)

## Publications originales
- Simon, 1887 : Observation sur divers arachnides: synonymies et descriptions. 4. Annales de la Société Entomologique de France, sér. 6, vol. 7, p. 186-187 (texte intégral).
- Keyserling, 1880 : Die Spinnen Amerikas, I. Laterigradae. Nürnberg, vol. 1, p. 1-283 (texte intégral).